# جمال جودة
جمال جودة (مواليد 3 أبريل 1958) هو لاعب كرة قدم مصري معتزل، لعب للنادي المصري والنادي الأهلي. حصل على لقب هداف الدوري المصري في موسم 1981-82.